# 霍亨索伦-锡格马林根侯国
霍亨索伦-锡格马林根（德語：Hohenzollern-Sigmaringen）是在1576年從霍亨索伦分出的侯國（其餘部分分別為霍亨索伦-黑兴根和霍亨索伦-海格尔洛赫）。
在1848年革命期间，霍亨索伦-锡格马林根受到革命的影响，侯爵卡尔被迫退位并逃到罗马，其子卡爾·安東即位并成立新政府，并转身向普鲁士求援，普鲁士军队在1849年8月到达锡格马林根，并镇压革命，并在12月签署由普鲁士接管霍亨索伦-锡格马林根的条约，1850年3月生效。
1850年3月霍亨索伦-锡格马林根和霍亨索伦-黑兴根并入普鲁士王国并组成霍亨索伦省。

## 统治者
以下是霍亨索伦-锡格马林根的历任统治者

### 南德

#### 伯爵 (1576–1623)
- 卡爾二世, Count 1576–1606 (1547–1606), second surviving son of 卡尔 I of Hohenzollern
  -  約翰, Count 1606–1623 (1578–1638), created Reichsfürst von Hohenzollern-Sigmaringen 1623

#### 亲王 (1623–1849)
- 约翰, 1st 亲王 1623–1638 (1578–1638)
  -  邁因拉德一世, 2nd 亲王 1638–1681 (1605–1681)
    -  馬克西米連一世, 3rd 亲王 1681–1689 (1636–1689)
      -  邁因拉德二世, 4th 亲王 1689–1715 (1673–1715)
        -  約瑟夫·腓特烈·恩斯特, 5th 亲王 1715–1769 (1702–1769)
          -  卡爾·腓特烈, 6th 亲王 1769–1785 (1724–1785)
            -  安東·阿洛伊斯, 7th 亲王 1785–1831 (1762–1831)
              -  卡爾, 8th 亲王 1831–1848 (1785–1853), abdicated 1848
                -  卡爾·安東, 9th 亲王 1848–1849 (1811–1885), ceded sovereignty to Prussia 1849

#### (1849–至今)

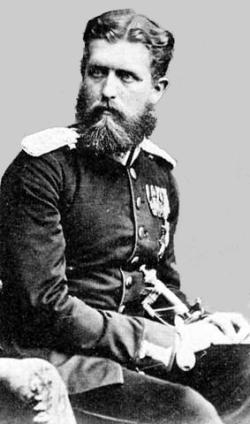
利奥波德亲王

以下是自1849年起的霍亨索伦-锡格马林根亲王
- 卡尔·安东, 亲王 1849–1885 (1811–1885), became 亲王 of Hohenzollern on the death of the last 亲王 of Hohenzollern-Hechingen in 1869
  -  利奥波德, 亲王 1885–1905 (1835–1905)
    - 威廉, 亲王 1905–1927 (1864–1927)
      - 腓特烈, 亲王 1927–1965 (1891–1965)
        - 弗里德里希·威廉, 亲王 1965–2010 (1924–2010)
          - 卡尔·弗里德里希, 亲王 2010–present (born 1952)
            -  Alexander, 世袭亲王 (born 1987)

          - 亲王 Albrecht of Hohenzollern (born 1954)
          -  亲王 Ferdinand of Hohenzollern (born 1960)
            - 亲王 Aloys of Hohenzollern (1999)
            -  亲王 费德里斯 (born 2001)

        - 约翰·格奥尔格 (1932–2016)
          - 亲王 卡尔·克里斯蒂安 (born 1962)
            -  亲王 尼古拉斯 (born 1999)

          -  亲王 赫尔博图斯 (born 1966)

      -  弗朗茨·约瑟芬 (1891–1964)
        -  亲王 埃曼纽尔 (1929–1999)
          -  亲王 卡尔·亚历山大 (born 1970)